# Piazza Dante (Nápoles)

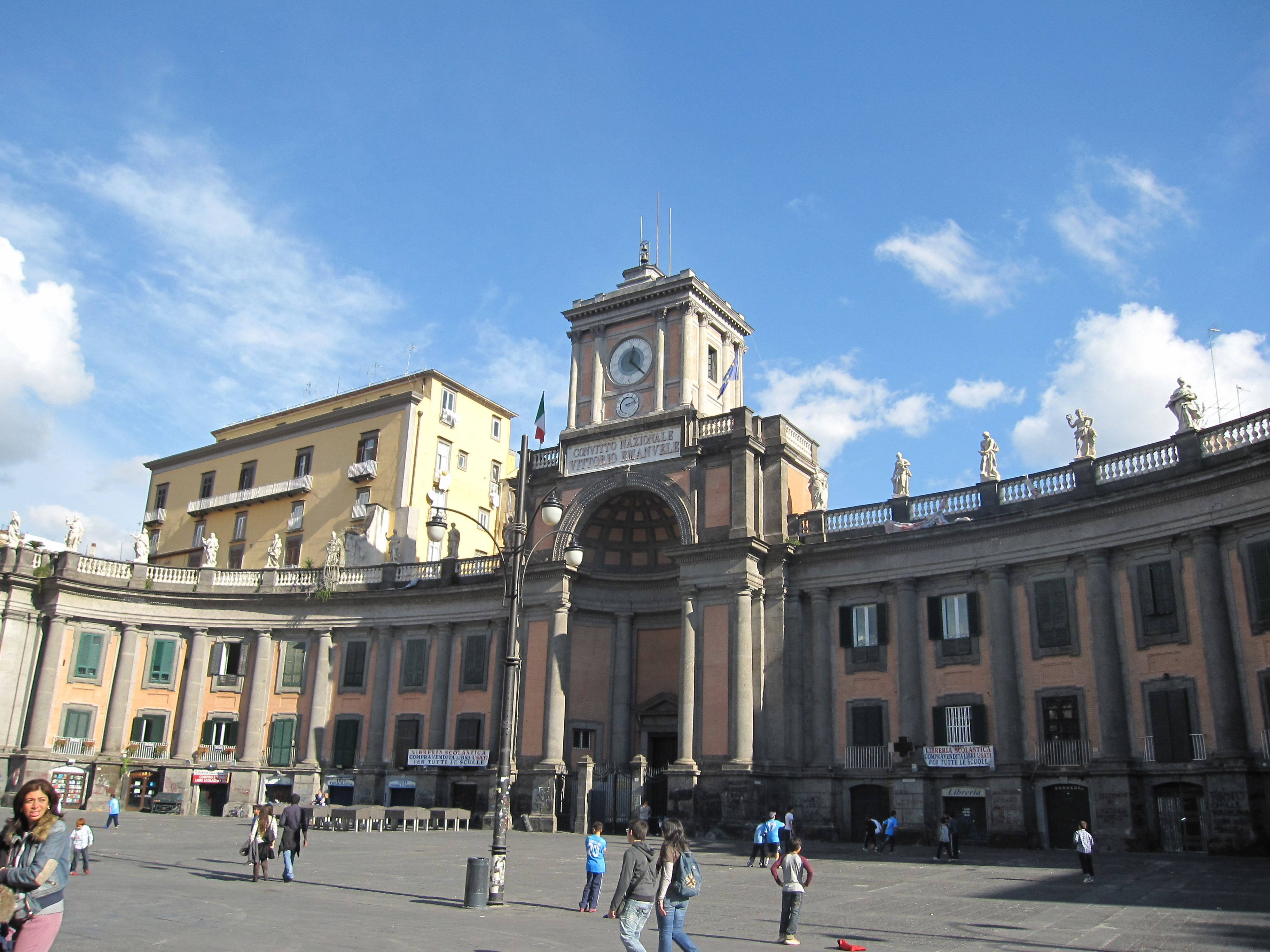
Uma vista da Piazza Dante de Nápoles.

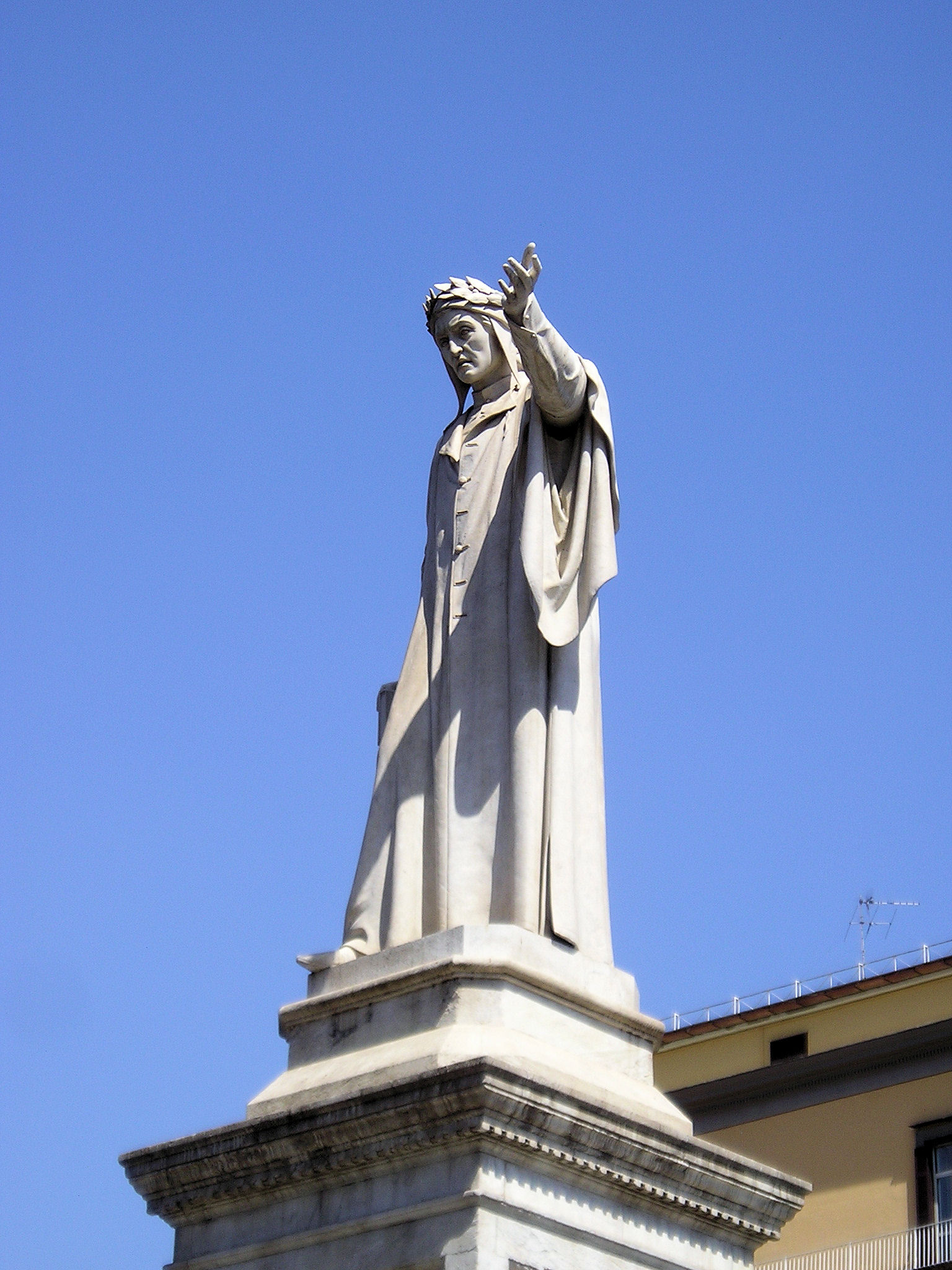
A estátua de Dante Alighieri.

A Piazza Dante é uma grande praça pública localizada em Nápoles, Itália. Seu nome é uma homenagem ao poeta Dante Alighieri. Existe no local uma estátua do escritor, esculpida por Tito Angelini no século XIX.